# 588
| [ Edytuj tabelę ]          |                                          |
| Król Bernicji              | - 585 Hussa 592                          |
| Cesarz Bizancjum           | - 582 Maurycjusz 602                     |
| Cesarz Chin                | - 581 Sui Wendi 604                      |
| Król Essexu                | - 587 Sledda 604                         |
| Król Franków               | - 561 Guntram I 592 - 584 Chlotar II 629 |
| Król Franków w Austrazji   | - 570 Childebert II 595                  |
| Cesarz Japonii             | - 587 Sushun 592                         |
| Król Kentu                 | - 560 Ethelbert I 616                    |
| Patriarcha Konstantynopola | - 582 Jan IV Postnik 595                 |
| Władca Korei               | - 559 P’yŏngwŏn 590                      |
| Król Longobardów           | - 584 Autaris 590                        |
| Papież                     | - 579 Pelagiusz II 590                   |
| Król Persji                | - 579 Hormizd IV 590                     |
| Król Wessexu               | - 560 Ceawlin 592                        |
| Król Wizygotów             | - 586 Rekkared I 601                     |

Rok 588 / DLXXXVIII
stulecia: V wiek ~
VI wiek ~
VII wiek

lata: 578 «
583 «
584 «
585 «
586 «
587 «
588
» 589
» 590
» 591
» 592
» 593
» 598

## Wydarzenia
- Lato – Guram (Guraram) I książę Iberii, gruziński książę na wygnaniu, został wysłany przez cesarz Maurycjusza do miasta Mccheta (wschodnia Gruzja), gdzie przywrócił monarchię w Gruzji i został mu przyznany jeden z najwyższych bizantyjskich tytułów Kuropalatesa.

- Wojna bizanyjsko-perska (572-591): wojska bizantyjskie, po nieotrzymaniu żołdu zbuntowały się przeciw generałowi Priskusowi (magister militum per Orientem). Król Hormizd IV rozpoczął ofensywę perską, ale został pokonany w bitwie pod Martyropolis (Turcja).
- Frankowie i Burgundowie pod dowództwem króla Guntrama I i jego siostrzeńca Childeberta II dokonali inwazji północnej Italii, ale zostali pobici i rozgromieni przez Longobardów.
- Pod rządami króla Autarisa Królestwo Longobardów zostało konwertowane na katolicyzm (data przybliżona).
- Etelryk zastąpił swojego ojca Ella, jako króla Deiry w północnej Anglii (wg kroniki anglosaskiej).
- Wojna persko-heftalicka (588-589): perska armia w sile 12 000 żołnierzy pod dowództwem Bahram Czobina wspomagana ciężką kawalerią dokonała zasadzki na siły inwazyjne Heftalitów odnosząc druzgocące zwycięstwo.
- Cesarz chiński Sui Wendi założyciel Dynastii Sui przygotował kampanię przeciw dynastii Chen. Zgromadził 518 000 wojska wzdłuż północnego brzegu rzeki Jangcy. Armia ta rozciągała się od prowincji Syczuan aż do Oceanu Spokojnego.
- Został założony klasztor na skalistej irlandzkiej wyspie Skellig Michael (data przybliżona).

## Urodzili się
- Eligiusz z Noyon, biskup Noyonu i Tournai, misjonarz, święty Kościoła katolickiego i ewangelickiego (ur. ok. 588, zm. 660)
- Swintila, król Wizygotów (zm. ok. 634)

## Zmarli
- Ella z Deiry, pierwszy znany król anglosaskiej Deiry (ur. ?)
- Święty Monulfus, biskup Tongeren–Maastricht, święty Kościoła katolickiego (zm. ok. 588 - ur. ?)